# TSG 1846 Ulm
TSG 1846 Ulm was een Duitse sportclub uit Ulm, Baden-Württemberg.

## Geschiedenis
TB Ulm werd op 12 april 1846 opgericht rond de tijd dat de voetbalregels opgesteld werden in Engeland en decennia voor de competitie van start zou gaan. In 1926 werd het voetbaldepartement van de club onafhankelijk als Ulmer RSV. In 1939 fuseerde de club met TB Ulm, Ulmer FV 1894 en TV Ulm om zo TSG 1846 Ulm te stichten.
Voor het seizoen 1939-40 ging de club bij de Gauliga Württemberg waar ze tot het einde van de Tweede Wereldoorlog speelden. Na de oorlog speelde de club in de 2de klasse van de Oberliga Süd en kon occasioneel doorstoten naar de eerste klasse van de Oberliga. Na de vorming van de Bundesliga in 1963 speelde de club in de Regionalliga (2de) voor enkele seizoenen, alvorens naar de 3de klasse en uiteindelijk 4de klasse te degraderen. In 1968 werd RSVgg Ulm deel van de club.
In 1970 fuseerde de club met 1. SSV Ulm tot SSV Ulm 1846.